# Бараквиль
Баракви́ль (фр. Baraqueville, окс. La Barraca de Fraisse) — коммуна во Франции, находится в регионе Окситания. Департамент — Аверон. Административный центр кантона Бараквиль-Совтер. Округ коммуны — Родез.
Код INSEE коммуны — 12056.
Коммуна расположена приблизительно в 510 км к югу от Парижа, в 110 км северо-восточнее Тулузы, в 14 км к юго-западу от Родеза.

## Население
Население коммуны на 2008 год составляло 2989 человек.
| 1962 | 1968 | 1975 | 1982 | 1990 | 1999 | 2008 |
| ---- | ---- | ---- | ---- | ---- | ---- | ---- |
| 1786 | 1869 | 1930 | 2119 | 2458 | 2569 | 2989 |

## Экономика
В 2007 году среди 1826 человек в трудоспособном возрасте (15—64 лет) 1400 были экономически активными, 426 — неактивными (показатель активности — 76,7 %, в 1999 году было 73,1 %). Из 1400 активных работали 1337 человек (720 мужчин и 617 женщин), безработных было 63 (23 мужчины и 40 женщин). Среди 426 неактивных 148 человек были учениками или студентами, 162 — пенсионерами, 116 были неактивными по другим причинам.

## Фотогалерея

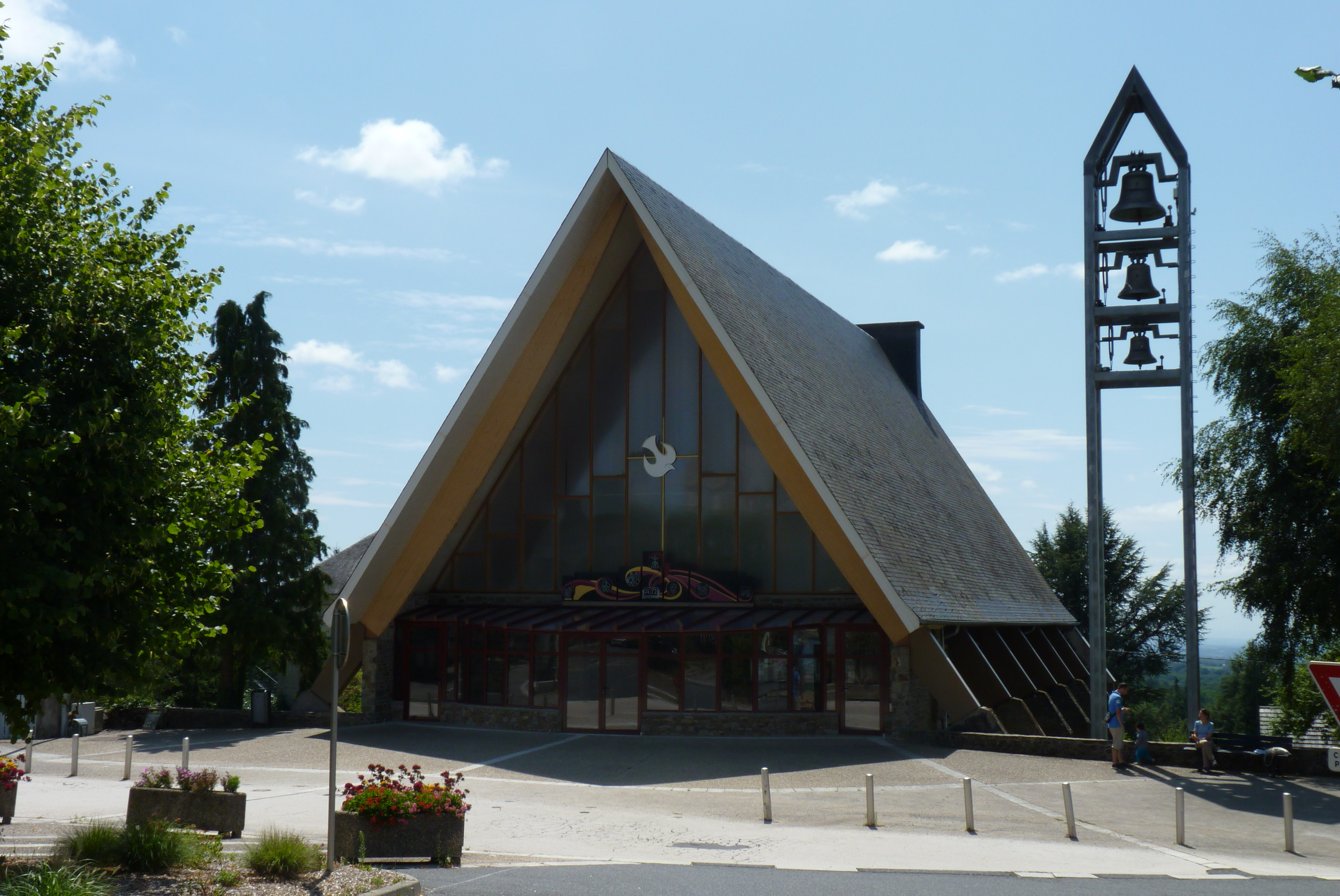
Церковь Нотр-Дам
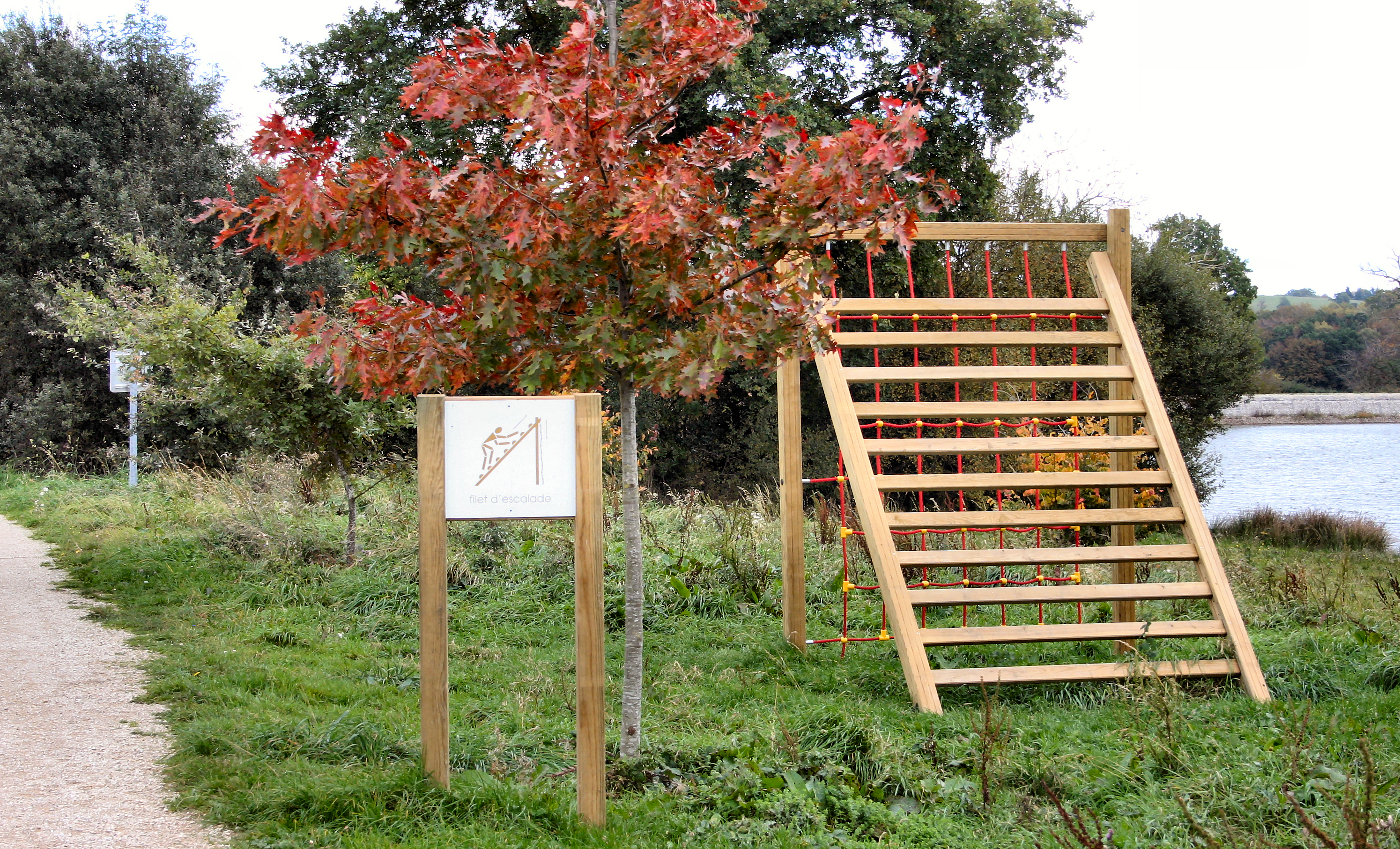
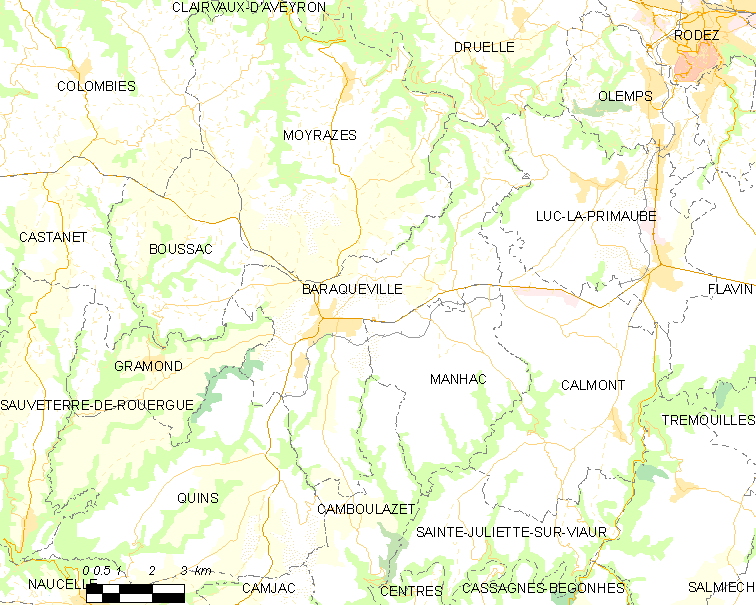
Карта коммуны